# Кочо Хаджириндов
Костадин (Константин, Кочо) Христов Хаджириндов (изписване до 1945 година: Кочо хаджи Риндовъ; на френски: Constantin H. Rindoff) е български публицист и общественик от Македония, ренегат на сръбска служба.

## Биография
Кочо Хаджириндов е роден в 1888 година в град Енидже Вардар, тогава в Османската империя, днес в Гърция, в семейството на униатите хаджи Христо Петров Стафидов (Хаджи Риндо, 1849 – 1925) и Екатерина Дуванджиева (? – 1921). Брат е на Петър Хаджириндов (1879 - 1937).
След края на Първата световна война, Кочо Хаджириндов се установява в София и активно участва в дейността на емиграцията от Македония. През 1921 година участва на Учредителния конгрес на Македонската федеративна емигрантска организация и влиза в управителния и съвет заедно с Христо Далкалъчев, Никола Юруков, Григор Костов, В. Христов, Никола Киров, Климент Размов, Т. Димитров, К. Чуров и Д. Петев.
В 1922 година завършва право в Софийския университет.
Същата година е избран за първи председател на Македонската католическа лига, но през 1923 година е заменен на поста от свещеник д-р Йероним Стамов. Това става след като напуска България и се установява във Виена, където като привърженик на крилото на д-р Филип Атанасов, Коста Терзиев, Славе Иванов в Македонската федеративна организация започва да издава вестник „Македонско съзнание“. Участва в обединителния конгрес на Македонската федеративна организация и Съюза на македонските емигрантски организации от януари 1923 година.
Влиза в преговорите с БКП, която се опитва да сплоти „действителните революционни сили“, и които довеждат до създаването на ВМРО (обединена), но с Терзиев и Атанас Миладинов преценяват, че новата им роля на „левичари“ няма да донесе достатъчно материални изгоди и заради тежкото финансово положение тази група отново декларира лоялност към Белград, свързват се с Жика Лазич и с подкрепата на сръбската националистическа организация „Бяла ръка“ възобновяват издаването на вестник „Македонско съзнание“. Групата получава около 10 милиона крони месечно от съветското посолство.
След 1925 година Кочо Хаджириндов се сближава с ВМРО (обединена) и сътрудничи на вестника ѝ „Македонско дело“.
В 1928 година завършва право в Софийския университет.
Към 1930 година вече живее във Франция. След края на Втората световна война в Париж създава маргинална организация от стари български емигранти, която се спонсорира от Комитета „Свободна Европа“. Автор е на книгите „Les États-Unis Des Balkans. Étude Critique Sur la Possibilité D'une Entente Politico-économique Et Moyens de Réaliser L'union Fédérative Des États Balkaniques“ (1930) и „La Bulgarie verrou des Balkans et solution des différends dans le Proche-Orient“ (1946, заедно с Иржи Янковски).